# Manon (opera)
A Manon  [maˈnɔ̃] Jules Massenet egyik ötfelvonásos operája. Szövegkönyvét Henri Meilhac és Philippe Gille írták Abbé Prévost L’histoire du chevalier des Grieux et de Manon Lescaut című műve alapján. Ősbemutatójára 1884. január 19-én került sor a párizsi Opéra Comique-ban. A Werther mellett ez Massenet egyik leggyakrabban játszott operája.

## Szereplők
| Szereplő                                            | Hangfekvés   |
| --------------------------------------------------- | ------------ |
| Manon Lescaut                                       | szoprán      |
| Des Grieux lovag                                    | tenor        |
| Lescaut, Manon unokafivére                          | bariton      |
| Des Grieux gróf, a lovag apja                       | basszus      |
| Guillot de Morfontaine, gazdag világfi              | tenor        |
| De Brétigny, adóbérlő                               | bariton      |
| Pousette, színésznő Manon barátnője                 | szoprán      |
| Javotte, színésznő Manon barátnője                  | szoprán      |
| Rosette, színésznő Manon barátnője                  | mezzoszoprán |
| Utazók, vendégek, szélhámosok, hívők, katonák, nép. |              |

## Cselekmény
Helyszín: Amiens, Párizs és Le Havre és környéke
Idő: 18. század közepe

### Első felvonás
Amiens-i fogadó
Guillot és de Brétigny, két gazdag párizsi polgár ebédjére vár. Egy postakocsi érkezésére lesznek figyelmesek, mellyel a bájos Manon érkezik, hogy szülői parancsra nevelőintézetbe vonuljon. Guillot azonnal heves udvarlásba kezd, amivel zavarba ejti az ifjú hölgyet. Amikor azonban des Grieux is udvarolni kezd, a lány szerelmes lesz a lovagba, akivel Párizsba szökik.

### Második felvonás
Párizs
Az ifjú szerelmesek nyomorúságos körülmények között tengetik életüket Párizsban. Des Grieux törvényesíteni szeretné kapcsolatát, ezért ír apjának, aki erőszakkal haza akarja hozatni a szökevényt. De Brétigny tovább udvarol Manonnak és gazdagságával csábítja, de a lány nem ígér semmit, de szerelmét sem figyelmezteti barátja áskálódásaira. Amikor az ifjú lovagot apja parancsára elhurcolják, Manon elhagyja közös lakásukat.

### Harmadik felvonás
Párizs
A Cours-la-Reine parkban népünnepély zajlik. Ott van Manon és baráti köre is. Itt értesül arról, hogy szerelme Isten szolgálatának akarja szentelni magát és papi hivatásra készül. Otthagyja barátait és a templomba siet ahol des Grieux prédikál. Manon leszólítja és szerelmet vall neki. 

### Negyedik felvonás
Párizs
A fiatalok ismét együtt élnek, de Manon már nem képes nélkülözni a luxust. Mivel a lovag felélte anyai örökségét, a lány arra biztatja, hogy kártyajátékkal próbáljon szerencsét. A Hotel de Transylvanie nevű játékbarlangban próbál szerencsét és nyer. Ellenfele, Guillot azonban csalással vádolja, ezért letartóztatják szerelmével együtt.

### Ötödik felvonás
Le Havre
A lovagot apja közbenjárására szabadon engedik, Manont azonban, mint tolvajt, tengerentúli száműzetésre ítélik. Miután kiszabadítási kísérlete kudarcba fullad, des Grieux lovagnak sikerül megvesztegetnie az őrt és még egyszer karjaiba zárnia szerelmét. Visszaemlékeznek boldog szerelmükre, majd Manon a teljes kimerültség miatt szerelme karjaiban meghal.

## Híres áriák
- Je suis encore tout étourdie - Manon áriája (első felvonás)
- En fermant les yeux - des Grieux áriája (második felvonás)
- Adieu, notre petite table - Manon áriája (második felvonás)
- Obéissons quand leurs voix appelle - Manon áriája (harmadik felvonás)
- Ah, fuyez douce image - des Grieux áriája (harmadik felvonás)

## Diszkográfia
- Angela Gheorghiu (Manon), Roberto Alagna (des Grieux lovag), José van Dam (des Grieux gróf), Earle Patriarco (Lescaut) stb.; Brüsszeli La Monnaie Színház Ének- és Zenekara, vez.: Sir Antonio Pappano (1999) EMI 4 56389 2